# Disparen a matar
Disparen a matar és una pel·lícula veneçolana de 1991, va ser la primera pel·lícula de ficció del consagrat documentalista Carlos Azpúrua, en el qual planteja una trama policial amb un fort contingut polític. La pel·lícula compta amb guió de David Suárez (1955-1995), uns dels millors escriptors del cinema Veneçolà.

## Repartiment
- Amalia Pérez Díaz - Doña Mercedes Martinez
- Jean Carlo Simancas - Santiago Garcia
- Daniel Alvarado - Oficial Castro Gil
- Flor Núñez - Nancy De Garcia
- Miguel Ángel Landa - Comandante Villasmil
- Héctor Mayerston + - Lic. Federico Valero
- Dora Mazzone - Gabriela
- Víctor Cuica - Freddy
- William Mújica - Oficial Rondón
- Juan Carlos Gardié - Antonio Martinez +
- Tito Aponte - Oficial Aponte
- Julio Mujica - Oficial Lugo
- Juan Galeno - José Martinez
- Francis Romero - Luisa De Martinez
- Antonieta Colón - Doña Juliana
- Isabel Hungría - Doña Olga
- Isabel Palacios - Paula
- Cecilia Bellorin - Mujer de Lugo
- Judith Cegarra - La Guaricha
- Héctor Campobello - Portugués
- Otilia Docaos - Fiscal de Jefatura
- Enrique Oliveros - Oficial Andrade
- Zoed Eligon - Testigo Julian
- Oscar Cabrera - Antonio

## Premis
- 1991, Festival de Cinema Iberoamericà de Huelva, Edició 17è, Llargmetratge, Colón d'Or del Públic al Millor Llargmetratge | Esment Especial del Jurat.
- 1991, Festival Internacional del Nou Cinema Llatinoamericà de l'Havana, Edició 13è, Òpera Prima, Premi Coral d'Òpera Prima.
- 1993, Premis Goya, Edició VII, Nominada, Millor Pel·lícula Estrangera de Parla Hispana.[3]

## Dades
- El treball de Suárez a Disparen a matar es destaca per haver creat una de les millors frases del nostre cinema: “Jo l'única cosa que li demano a Déu és que em canviï aquest dolor per ràbia” (Mercedes per Amalia Pérez Díaz).[4]
- La pel·lícula va comptar amb el promocionada per Consell Nacional de Cultura, l'Alcaldia de Caracas, les Governacions dels estats Anzoategui i Sucre, i el partit Causa R.
- De la pel·lícula va aparèixer un llibre en 2015 escrit pel periodista Gustavo Azócar Alcalá.[5]
- El 2015 el president Nicolás Maduro va ordenar que la pel·lícula fos emesa a VTV i TVes. Això a un dia de les eleccions parlamentàries a Veneçuela de 2015.[6]